# Serra Niedda (Brunnenheiligtum)

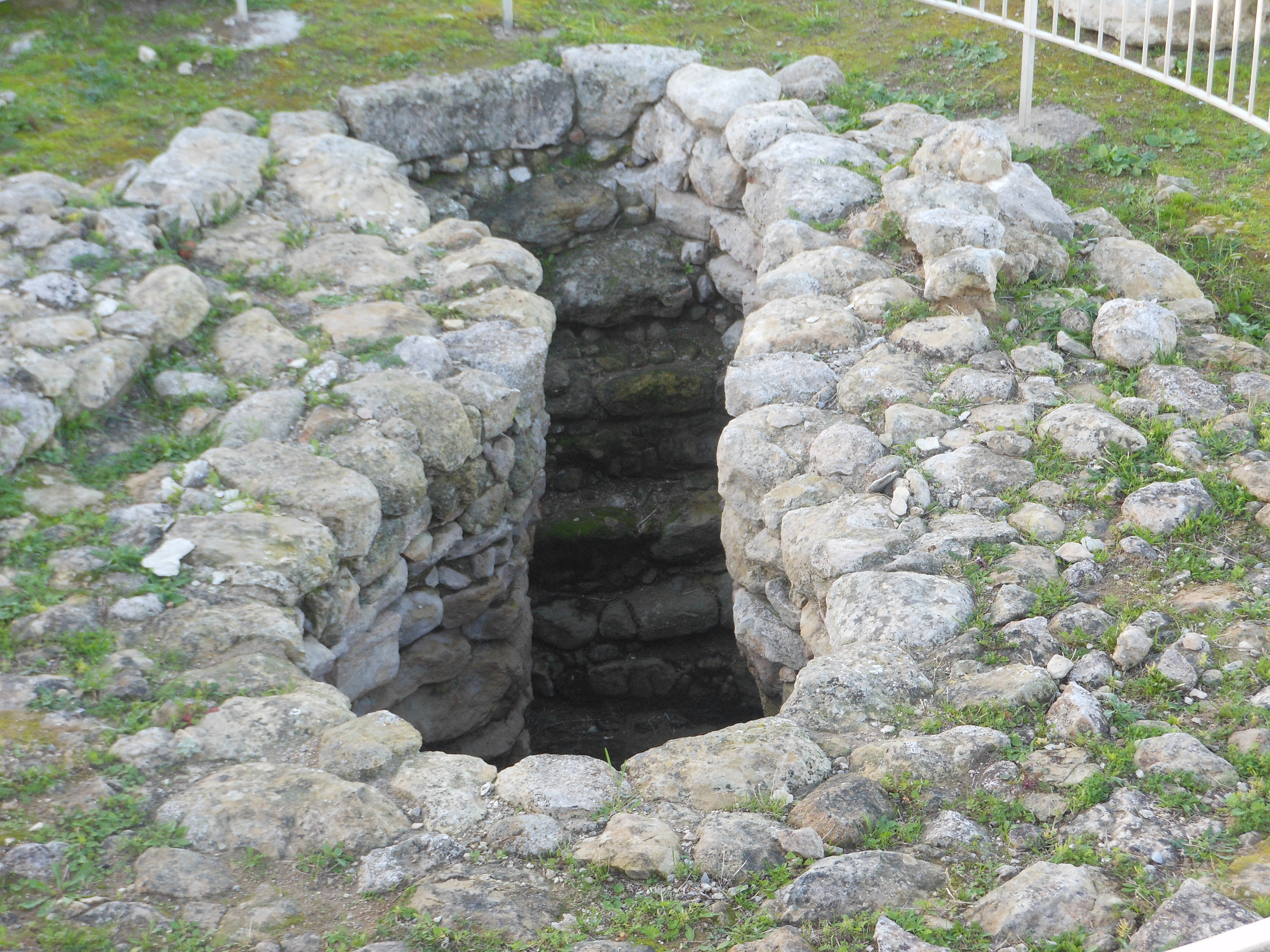
Pozzo sacro von Serra Niedda

Das Brunnenheiligtum (italienisch Pozzo sacro) von Serra Niedda stammt aus der späten Bronze- und frühen Eisenzeit Sardiniens. Es liegt bei Sorso in der Metropolitanstadt Sassari und wurde zwischen 1985 und 1988 von Daniela Rovina ausgegraben.

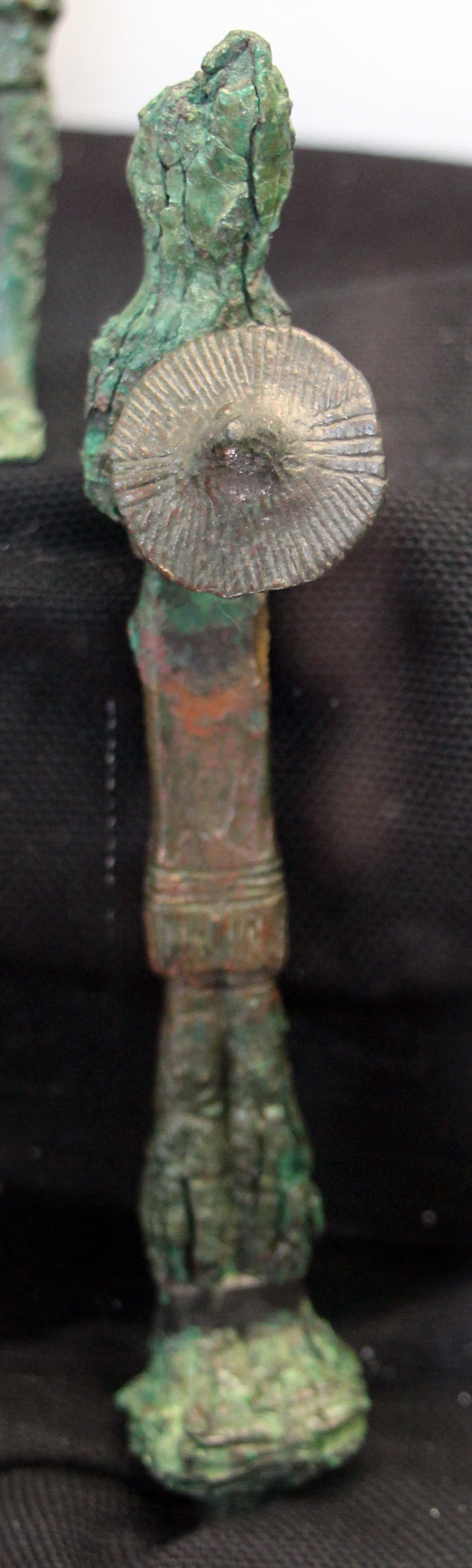
Brunnenfund

## Beschreibung
Der Komplex umfasst ein Brunnenheiligtum, um das mehrere, zu verschiedenen Zeiten errichtete Hütten angeordnet sind. Der kleine, kreisrunde, heute im oberen Teil offene (zerstörte) tholosartige Brunnentrakt von etwa 2,0 m Durchmesser und 4,4 m Resthöhe hat nicht den obligatorischen trapezoiden Vorbau von Santa Cristina und ähnlichen Anlagen, sondern wird über eine bogenförmig geführte Treppe aus elf etwas unregelmäßigen, halbrunden Kalksteinstufen erschlossen. Die letzten drei unteren Stufen sind, wie der untere Brunnen selbst, aus dem Fels geschlagen.
Etwa sieben Meter nördlich liegt ein Gebäuderest, von dem nur die Basis erhalten ist. Die runde Kammer, deren Funktion unklar ist, hat sechs Meter Durchmesser. Zwischen den Denkmälern befindet sich in ein 0,55 m hoher Monolith aus Kalkstein mit einem Durchmesser von 0,80 m, der als Altar interpretiert wird. Ein vielleicht erst im Mittelalter in den Fels gehauene Eintiefung und andere Gebäudereste liegen außerhalb der Grabungsfläche.

Pozzo sacro di Serra Niedda
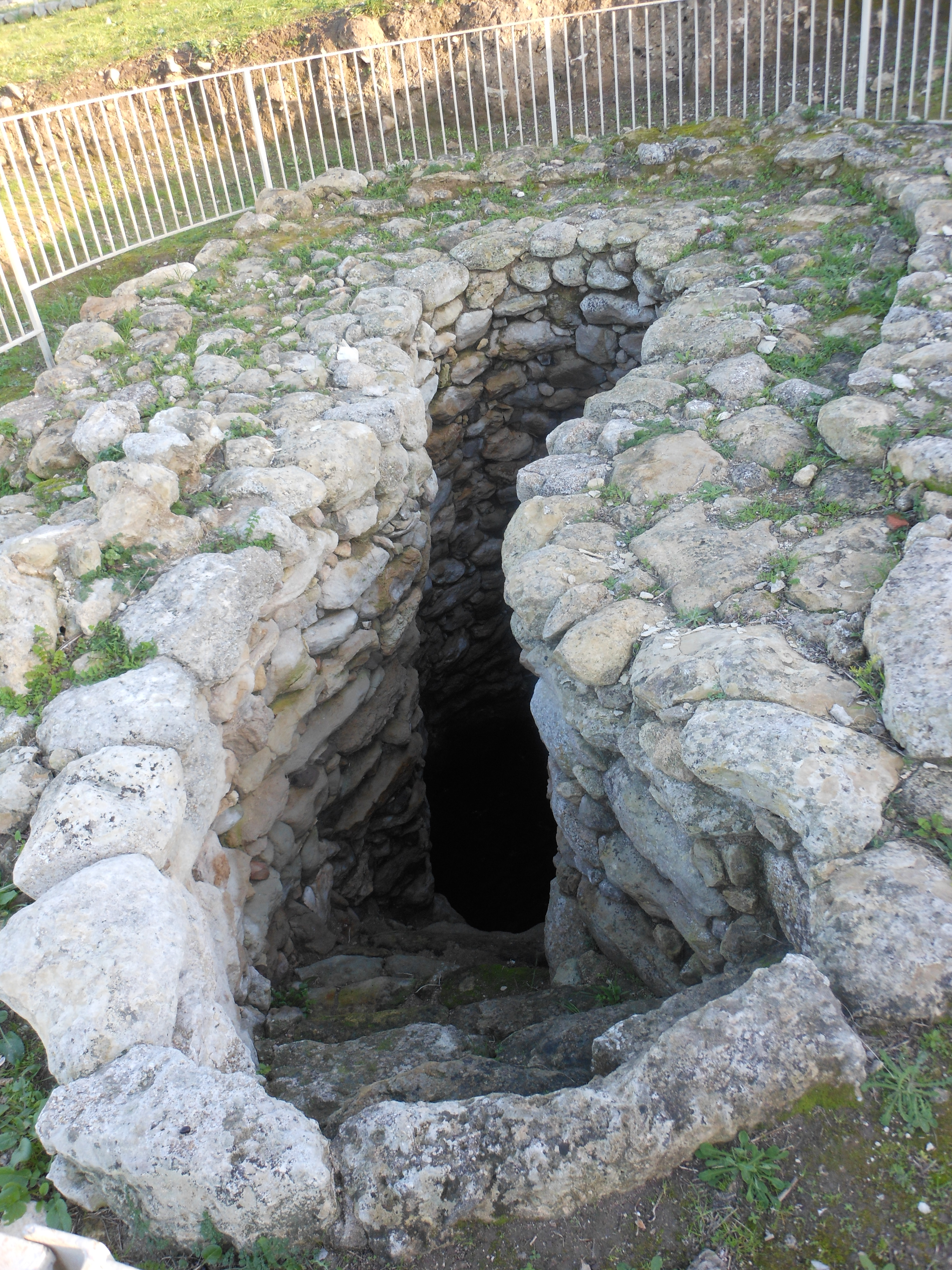
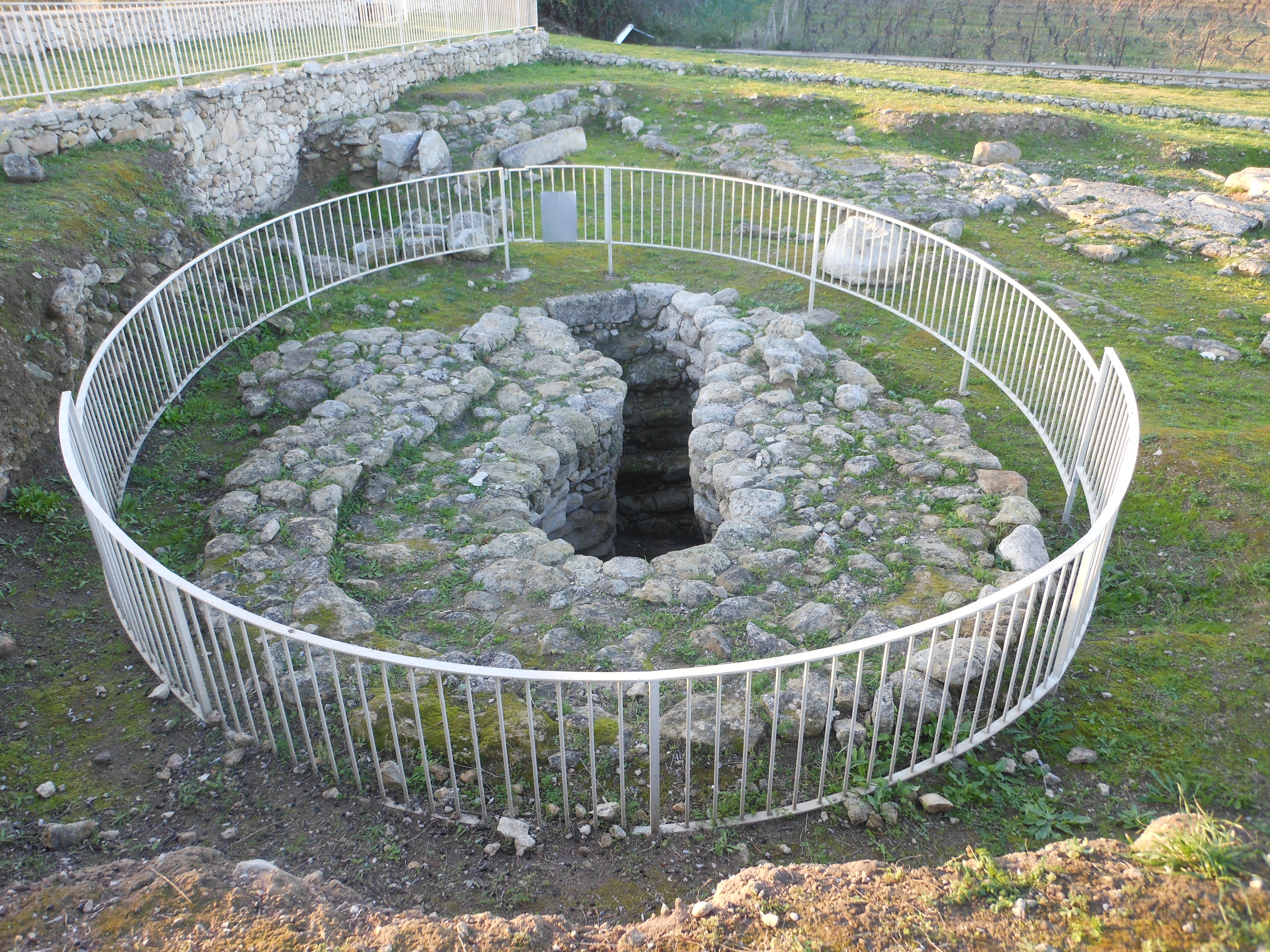
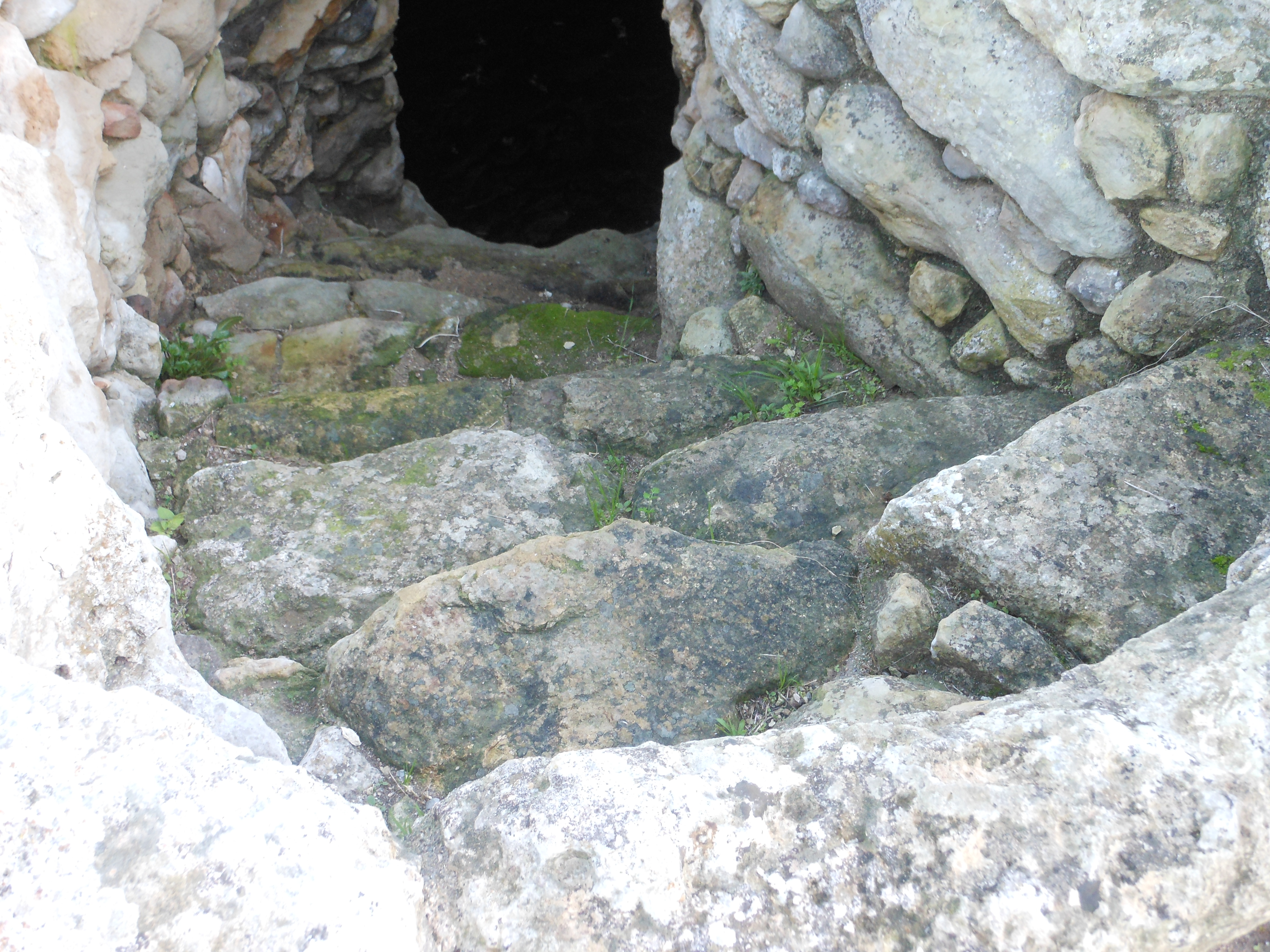
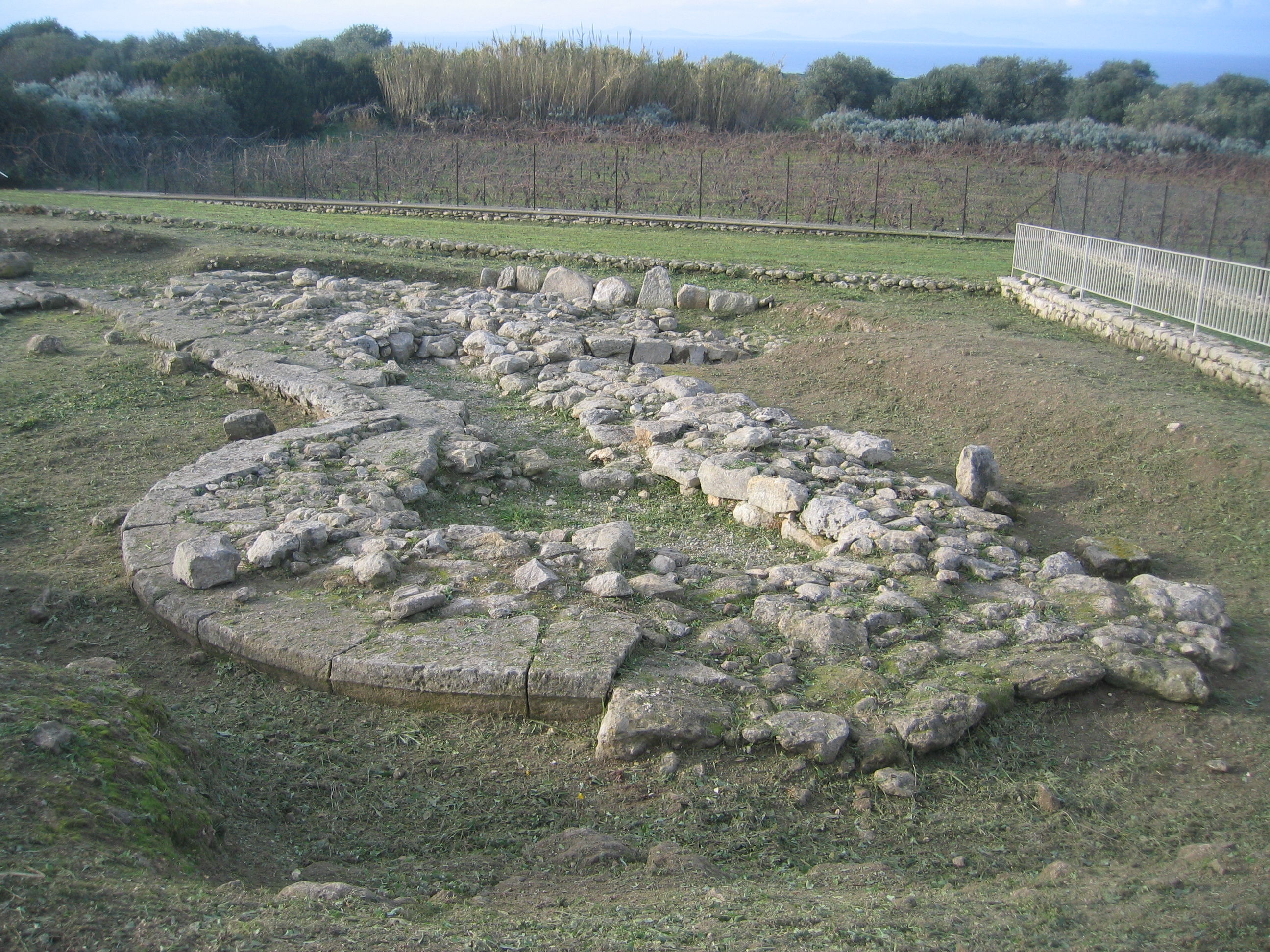

## Funde
Das vor allem rund um den Monolith gefundene archäologische Material besteht aus Votivbronzen (darunter ein Nuraghenmodell mit vier Türmen und ein Mann mit einem Speer, der ein Tier – evtl. einen Widder – an der Leine führt), Knochen von Opfertieren und Materialien aus der Römerzeit, die eine lange Nutzung der Anlage belegen. Sie befinden sich jetzt im Museo Nazionale G. A. Sanna in Sassari.